# 정의 가능 집합
모형 이론에서 정의 가능 집합(定義可能集合, 영어: definable set)은 어떤 주어진 언어의 모형 속의, 어떤 술어를 만족시키는 원소들로 구성된 부분 집합이다.

## 정의
1차 논리 언어 {\displaystyle {\mathcal {L}}}에 대한 모형 {\displaystyle M}이 주어졌다고 하자. 그렇다면, {\displaystyle M}의 부분 집합 {\displaystyle A\subseteq M}이 다음 조건을 만족시킨다면, {\displaystyle A}를 {\displaystyle M}의 정의 가능 집합이라고 한다.:762, §3
{\displaystyle \{x\in M\colon \phi (m)\}}이 성립하는, 하나의 자유 변수 {\displaystyle x}를 갖는 명제 {\displaystyle \phi (x)}가 존재한다.

## 성질
언어 {\displaystyle {\mathcal {L}}}의 모형 {\displaystyle M}이 주어졌다고 하자. 그렇다면, (고전 명제 논리의 경우) {\displaystyle M}의 정의 가능 부분 집합들의 집합족 {\displaystyle \operatorname {Def} (M)\subseteq {\mathcal {P}}(M)}은 불 대수인 멱집합 {\displaystyle {\mathcal {P}}(M)}의 부분 불 대수를 이룬다. 즉,
{\displaystyle M\setminus \{x\in M\colon \phi ^{M}(x)\}=\{x\in M\colon (\lnot \phi )^{M}(x)\}}
{\displaystyle \{x\in M\colon \phi ^{M}(x)\}\cap \{x\in M\colon \chi ^{M}(x)\}=\{x\in M\colon (\phi \land \chi )^{M}(x)\}}
{\displaystyle \{x\in M\colon \phi ^{M}(x)\}\cup \{x\in M\colon \chi ^{M}(x)\}=\{x\in M\colon (\phi \lor \chi )^{M}(x)\}}
이다.

### 자기 동형의 고정점
언어 {\displaystyle {\mathcal {L}}}의 모형 {\displaystyle M} 및 그 위의 {\displaystyle {\mathcal {L}}}-자기 동형 사상 {\displaystyle \phi \colon M\to M}이 주어졌다고 하자. 그렇다면, {\displaystyle M}의 정의 가능 집합 {\displaystyle A\subseteq M}은 {\displaystyle \phi }의 고정점이다. 즉,
{\displaystyle \phi (A)=\{\phi (a)\colon a\in A\}=A}
이다.

### 베트 정의 가능성 정리
다음과 같은 데이터가 주어졌다고 하자.
- 1차 논리 언어 {\displaystyle {\mathcal {L}}}
- {\displaystyle {\mathcal {L}}}에 속하지 않는 술어 {\displaystyle {\mathsf {P}}(-)}. {\displaystyle {\mathcal {L}}}에 {\displaystyle {\mathsf {P}}}를 추가한 언어를 {\displaystyle {\mathcal {L}}_{\mathsf {P}}}라고 하자.
- {\displaystyle {\mathcal {L}}}-문장들의 집합 {\displaystyle {\mathcal {T}}\subseteq \operatorname {Sent} ({\mathcal {L}})}

베트 정의 가능성 정리(영어: Beth definability theorem)에 따르면, 다음 두 조건이 서로 동치이다.:762, §
- (명시적 정의 가능성) {\displaystyle {\mathcal {T}}\vdash \forall x({\mathsf {P}}(x)\iff \phi (x))}가 성립하는 {\displaystyle {\mathcal {L}}}-술어 {\displaystyle \phi }가 존재한다.
- (암시적 정의 가능성) {\displaystyle {\mathcal {T}}}의 임의의 모형 {\displaystyle M}에 대하여, {\displaystyle M}을 확장하는 {\displaystyle {\mathcal {L}}_{\mathsf {P}}}-구조는 유일하다.

## 예

### 전순서 집합으로서의 자연수
자연수의 전순서 집합의 1차 논리 언어
{\displaystyle {\mathcal {L}}_{\text{toset}}=\{\leq \}}
에서, 모든 유한 집합은 정의 가능 집합이다. 예를 들어, 다음과 같은 일련의 술어들을 정의하자.
{\displaystyle \phi _{k}(x)=\forall n\colon \left(n\leq x\implies n=x\lor \phi _{1}(x)\lor \cdots \lor \phi _{k-1}(x)\right)}
그렇다면, 모형 {\displaystyle (\mathbb {N} ,\leq )}에서,
{\displaystyle \{x\in \mathbb {N} \colon \phi _{k}^{\mathbb {N} }(x)\}=\{k\}}
이며, 마찬가지로 모든 유한 집합은
{\displaystyle \phi _{k_{1}}(x)\lor \phi _{k_{2}}(x)\lor \cdots \lor \phi _{k_{p}}(x)}
의 꼴의 술어로 정의할 수 있다.
반면, {\displaystyle \mathbb {N} }의 무한 부분 집합들은 정의 가능 집합이 아닐 수 있다. 사실, {\displaystyle \mathbb {N} }의 정의 가능 집합들의 수는 {\displaystyle \aleph _{0}}이지만 {\displaystyle \mathbb {N} }의 모든 부분 집합들의 수는 {\displaystyle 2^{\aleph _{0}}}이므로, {\displaystyle \mathbb {N} }의 대부분의 부분 집합들은 정의 가능 집합이 아니다.

### 반환으로서의 자연수
반환의 1차 논리 언어
{\displaystyle {\mathcal {L}}_{\text{semiring}}=\{0,1,+,\cdot \}}
를 생각하자. 자연수의 반환 {\displaystyle \mathbb {N} }은 이 언어의 모형을 이룬다. 반환의 언어로 정의 가능한 {\displaystyle \mathbb {N} }의 부분 집합을 산술 집합(영어: arithmetical set)이라고 한다.
반환의 언어로 자연수의 전순서를 다음과 같이 정의할 수 있다.
{\displaystyle x\leq y\iff \exists z\colon x+z=y}
따라서, 전순서 집합의 언어로 정의 가능한 자연수 집합은 항상 반환의 언어로도 정의 가능하지만, 그 역은 일반적으로 성립하지 않는다.

### 전순서 집합으로서의 정수
정수의 전순서 집합 {\displaystyle (\mathbb {Z} ,\leq )}는 전순서 집합의 1차 논리 언어
{\displaystyle {\mathcal {L}}_{\text{toset}}=\{\leq \}}
의 모형이다. 이 경우, {\displaystyle n\mapsto n+1}은 {\displaystyle \mathbb {Z} }의 자기 동형 사상이다. 따라서, {\displaystyle \mathbb {Z} }의 정의 가능 집합들은 이 자기 동형 사상에 대하여 불변이어야 하므로, {\displaystyle \mathbb {Z} }의 정의 가능 집합은 공집합과 {\displaystyle \mathbb {Z} } 전체 밖에 없다. (이들은 각각 항상 거짓인 술어와 항상 참인 술어를 통해 정의된다.)

## 역사
베트 정리는 1900년에 알레산드로 파도아(이탈리아어: Alessandro Padoa, 1868~1937)가 최초로 도입하였다. 이후 1953년에 에버르트 빌럼 베트(네덜란드어: Evert Willem Beth, 1908~1964)가 이를 1차 논리에 대하여 재증명하였다.